# Edgard Van Bocxstaele
Edgard Auguste Van Bocxstaele (ur. 2 grudnia 1888 w Brugii – zm. 16 kwietnia 1958 w Assebroek) – belgijski piłkarz grający na pozycji napastnika. Był reprezentantem Belgii.

## Kariera klubowa
Swoją karierę piłkarską Van Bocxstaele rozpoczął w klubie CS Brugeois, w którym zadebiutował w sezonie 1905/1906 w pierwszej lidze belgijskiej. W 1907 roku przeszedł do FC Brugeois i grał w nim do 1919 roku. Wraz z FC Brugeois wywalczył dwa wicemistrzostwa Belgii w sezonach 1909/1910 i 1910/1911.

## Kariera reprezentacyjna
W reprezentacji Belgii Van Bocxstaele zadebiutował 29 marca 1908 w przegranym 1:4 meczu Coupe Van den Abeele ze Holandią, rozegranym w Antwerpii. Od 1908 do 1911 rozegrał w kadrze narodowej 9 meczów.